# 불복신청
불복신청(不服申請, Rechtsbehelf)은 민사소송법 상 용어로 판결이나 처분에 의해 불이익을 받은 자가 그 판결 또는 처분의 취소나 변경을 구하기 위하여 또는 효력을 취소시키기 하는 소송상의 신청을 말한다.

## 참고 문헌
- 조상희, 『법학전문대학원 민사소송법 기본강의』. 한국학술정보(주), 2009. ISBN 9788953423077